# Raphael Salimena

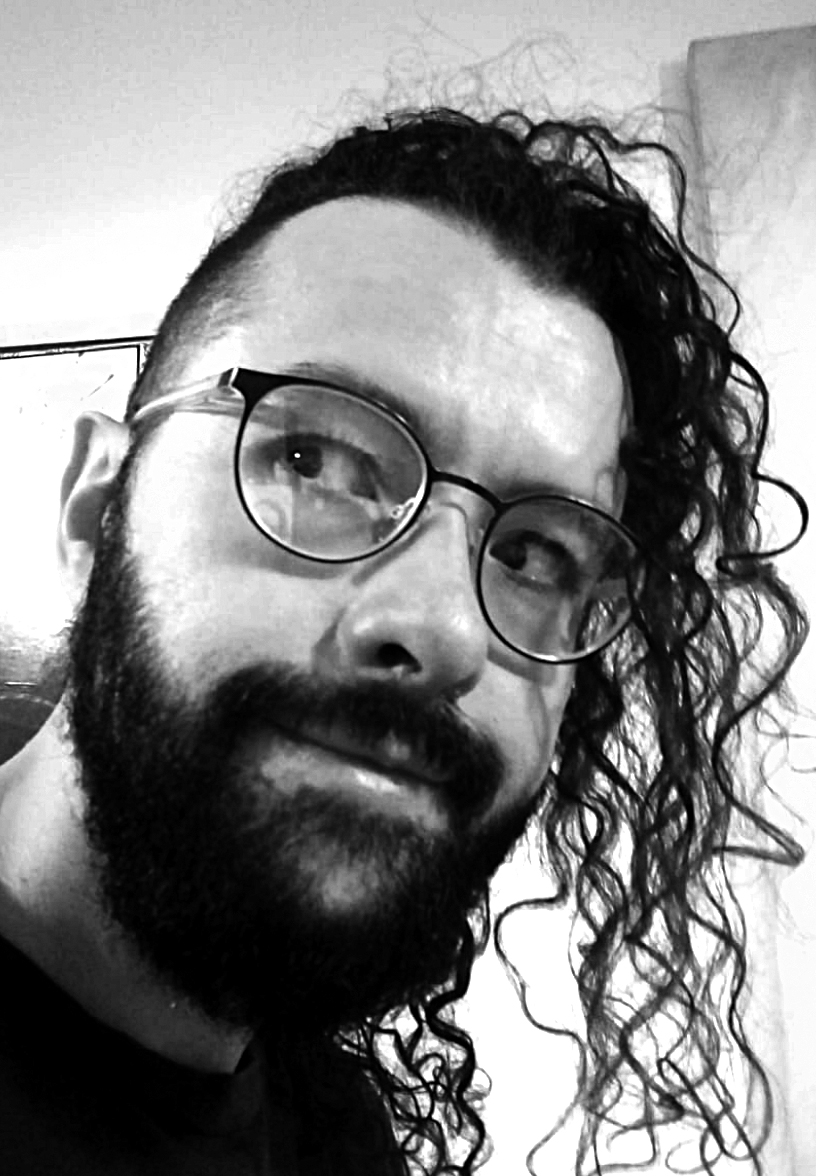
O quadrinista Raphael Salimena

Raphael Salimena é um quadrinista e cartunista brasileiro.

## Biografia
Salimena é conhecido principalmente pelo blog Linha do Trem, no qual publica quadrinhos satíricos que já receberam prêmios em três ocasiões: duas vezes vencedor do Troféu HQ Mix, e uma vez agraciado com o Prêmio Le Blanc. Ilustrou histórias das graphic novels Pequenos Heróis (2010) e Futuros Heróis (2013)  de Estevão Ribeiro. Também já desenhou para a edição brasileira da revista Mad, além de ser criador da HQ digital St. Bastard.
Em 2017, lançou o livro Linha do Trem - The Best Of, pela editora Draco, com uma coletânea das melhores HQs de seu blog. No ano seguinte, este livro ganhou o Troféu HQ Mix na categoria "melhor publicação de tira", além do Prêmio Le Blanc na categoria série nacional de tirinhas.

## Obras
Histórias em Quadrinhos
- Argos - Um Fim do Mundo Muito Louco (Editora Draco, 2015) - em parceria com Leo Martinelli
- Linha do Trem - The Best of (Editora Draco, 2017)
- Vagabundos no Espaço - Volume 1 (Editora Draco, 2019)

Coletâneas
- Pequenos Heróis (Editora Devir, 2010)
- Imaginários 1 (Editora Draco, 2013)
- O Rei Amarelo em Quadrinhos (Editora Draco, 2017)

## Prêmios
- 2011: Troféu HQ Mix - Web quadrinhos, por Linha do Trem.
- 2017: Troféu HQ Mix - Web quadrinhos, por Linha do Trem.
- 2018: Prêmio Le Blanc, na categoria série nacional de tiras, por Linha do Trem.